# Diskografie Franka Zappy
Toto je seznam alb Franka Zappy (*1940, †1993). Během svého života vydal celkem 62 alb.

## Alba
| Rok  | Název                                                                               | Pozice | Pozice | Pozice | Pozice | Pozice | Pozice |
| Rok  | Název                                                                               | US     | UK     | NOR    | SWE    | CH     | AUT    |
| ---- | ----------------------------------------------------------------------------------- | ------ | ------ | ------ | ------ | ------ | ------ |
| 1966 | Freak Out! - Vydáno: 27. červen 1966 - Label: Verve                                 | 130    | —      | —      | —      | —      | —      |
| 1967 | Absolutely Free - Vydáno: 26. květen 1967                                           | 41     | —      | —      | —      | —      | —      |
| 1967 | Lumpy Gravy - Vydáno: 1967                                                          | 159    | —      | —      | —      | —      | —      |
| 1968 | We're Only in It for the Money - Vydáno: 4. březen 1968                             | 30     | 31     | —      | —      | —      | —      |
| 1968 | Cruising with Ruben & the Jets - Vydáno: 2. prosinec 1968                           | 110    | —      | —      | —      | —      | —      |
| 1969 | Uncle Meat - Vydáno: duben 1969                                                     | 43     | —      | —      | —      | —      | —      |
| 1969 | Mothermania - Vydáno: březen 1969                                                   | —      | —      | —      | —      | —      | —      |
| 1969 | Hot Rats - Vydáno: říjen 1969                                                       | 173    | 9      | —      | —      | —      | —      |
| 1970 | Burnt Weeny Sandwich - Vydáno: únor 1970                                            | 94     | 17     | —      | —      | —      | —      |
| 1970 | Weasels Ripped My Flesh - Vydáno: 10. srpen 1970                                    | 189    | 28     | —      | —      | —      | —      |
| 1970 | Chunga's Revenge - Vydáno: říjen 1970                                               | 119    | 43     | —      | —      | —      | —      |
| 1971 | Fillmore East - June 1971 - Vydáno: srpen 1971                                      | 38     | —      | —      | —      | —      | —      |
| 1971 | 200 Motels - Vydáno: říjen 1971                                                     | 59     | —      | —      | —      | —      | —      |
| 1972 | Just Another Band from L.A. - Vydáno: březen 1972                                   | 85     | —      | —      | —      | —      | —      |
| 1972 | Waka/Jawaka - Vydáno: červenec 1972                                                 | 152    | —      | —      | —      | —      | —      |
| 1972 | The Grand Wazoo - Vydáno: listopad 1972                                             | —      | —      | —      | —      | —      | —      |
| 1973 | Over-Nite Sensation - Vydáno: září 1973                                             | 32     | —      | 15     | —      | —      | —      |
| 1974 | Apostrophe (') - Vydáno: březen 1974                                                | 10     | —      | 6      | —      | —      | —      |
| 1974 | Roxy & Elsewhere - Vydáno: září 1974                                                | 27     | —      | 14     | —      | —      | —      |
| 1975 | One Size Fits All - Vydáno: červen 1975                                             | 26     | —      | 5      | —      | —      | —      |
| 1975 | Bongo Fury - Vydáno: říjen 1975                                                     | 66     | —      | 11     | —      | —      | —      |
| 1976 | Zoot Allures - Vydáno: říjen 1976                                                   | 61     | —      | 16     | 17     | —      | —      |
| 1975 | Zappa in New York - Vydáno: březen 1978                                             | 57     | 55     | 6      | 24     | —      | —      |
| 1975 | Studio Tan - Vydáno: září 1978                                                      | 147    | —      | —      | 30     | —      | —      |
| 1979 | Sleep Dirt - Vydáno: leden 1979                                                     | 175    | —      | 16     | 19     | —      | —      |
| 1979 | Sheik Yerbouti - Vydáno: březen 1979                                                | 21     | 32     | 5      | 4      | —      | 6      |
| 1979 | Orchestral Favorites - Vydáno: květen 1979                                          | 168    | —      | —      | —      | —      | —      |
| 1979 | Joe's Garage - Vydáno: září 1979                                                    | 27     | 62     | 1      | 2      | —      | 8      |
| 1981 | Tinseltown Rebellion - Vydáno: 11. květen 1981                                      | 66     | 55     | 13     | 8      | —      | 9      |
| 1981 | Shut Up 'n Play Yer Guitar - Vydáno: květen 1981                                    | 66     | —      | —      | —      | —      | —      |
| 1981 | You Are What You Is - Vydáno: září 1981                                             | 93     | 51     | 12     | 22     | —      | —      |
| 1982 | Ship Arriving Too Late to Save a Drowning Witch - Vydáno: květen 1982               | 23     | 61     | 20     | 26     | —      | —      |
| 1983 | The Man from Utopia - Vydáno: březen 1983                                           | 153    | 87     | —      | 23     | —      | —      |
| 1983 | Baby Snakes - Vydáno: březen 1983                                                   | —      | —      | —      | —      | —      | —      |
| 1983 | London Symphony Orchestra, Vol. 1 - Vydáno: červen 1983                             | —      | —      | —      | —      | —      | —      |
| 1984 | Boulez Conducts Zappa: The Perfect Stranger - Vydáno: srpen 1984                    | —      | —      | —      | —      | —      | —      |
| 1984 | Them or Us - Vydáno: 18. říjen 1984                                                 | —      | 53     | —      | 22     | —      | —      |
| 1984 | Thing-Fish - Vydáno: listopad 1984                                                  | —      | —      | —      | —      | —      | —      |
| 1984 | Francesco Zappa - Vydáno: listopad 1984                                             | —      | —      | —      | —      | —      | —      |
| 1985 | Frank Zappa Meets the Mothers of Prevention - Vydáno: 21. listopad 1985             | 153    | —      | —      | —      | —      | —      |
| 1986 | Does Humor Belong in Music? - Vydáno: leden 1986                                    | —      | —      | —      | —      | —      | —      |
| 1986 | Jazz from Hell - Vydáno: listopad 1986                                              | —      | —      | —      | —      | —      | —      |
| 1987 | London Symphony Orchestra, Vol. 2 - Vydáno: 17. září, 1987                          | —      | —      | —      | —      | —      | —      |
| 1988 | Guitar - Vydáno: duben 1988                                                         | —      | 82     | —      | —      | —      | 25     |
| 1988 | You Can't Do That on Stage Anymore, Vol. 1 - Vydáno: květen 1988                    | —      | —      | —      | —      | —      | —      |
| 1988 | You Can't Do That on Stage Anymore, Vol. 2 - Vydáno: říjen 1988                     | —      | —      | —      | —      | —      | —      |
| 1988 | Broadway the Hard Way - Vydáno: 14. říjen 1988                                      | —      | —      | —      | —      | —      | —      |
| 1989 | You Can't Do That on Stage Anymore, Vol. 3 - Vydáno: listopad 1989                  | —      | —      | —      | —      | —      | —      |
| 1991 | The Best Band You Never Heard in Your Life - Vydáno: duben 1991                     | —      | —      | —      | —      | —      | —      |
| 1991 | You Can't Do That on Stage Anymore, Vol. 4 - Vydáno: červen 1991                    | —      | —      | —      | —      | —      | —      |
| 1991 | Make a Jazz Noise Here - Vydáno: červen 1991                                        | —      | —      | —      | —      | —      | —      |
| 1992 | You Can't Do That on Stage Anymore, Vol. 5 - Vydáno: červenec 1992                  | —      | —      | —      | —      | —      | —      |
| 1992 | You Can't Do That on Stage Anymore, Vol. 6 - Vydáno: červenec 1992                  | —      | —      | —      | —      | —      | —      |
| 1992 | Playground Psychotics - Vydáno: říjen 1992                                          | —      | —      | —      | —      | —      | —      |
| 1993 | Ahead of Their Time - Vydáno: březen 1993                                           | —      | —      | —      | —      | —      | —      |
| 1993 | The Yellow Shark - Vydáno: listopad 1993                                            | —      | —      | —      | —      | —      | 30     |
| 1994 | Civilization, Phaze III - Vydáno: duben 1995                                        | —      | —      | —      | —      | —      | —      |
| 1996 | The Lost Episodes - Vydáno: únor 1996                                               | —      | —      | —      | 54     | —      | —      |
| 1996 | Läther - Vydáno: září 1996                                                          | —      | —      | —      | 50     | —      | —      |
| 1996 | Frank Zappa Plays the Music of Frank Zappa: A Memorial Tribute - Vydáno: říjen 1996 | —      | —      | —      | —      | —      | —      |
| 1997 | Have I Offended Someone? - Vydáno: duben 1997                                       | —      | —      | —      | —      | —      | —      |
| 1998 | Mystery Disc - Vydáno: září 1998                                                    | —      | —      | —      | —      | —      | —      |
| 1999 | Everything Is Healing Nicely - Vydáno: prosinec 1999                                | —      | —      | —      | —      | —      | —      |
| 2002 | FZ:OZ - Vydáno: 16. srpen 2002                                                      | —      | —      | —      | —      | —      | —      |
| 2003 | Halloween - Vydáno: 4. únor, 2003                                                   | —      | —      | —      | —      | —      | —      |
| 2004 | Joe's Corsage - Vydáno: 30. květen 2004                                             | —      | —      | —      | —      | —      | —      |
| 2004 | Joe's Domage - Vydáno: 1. říjen 2004                                                | —      | —      | —      | —      | —      | —      |
| 2004 | QuAUDIOPHILIAc - Vydáno: 14. září 2004                                              | —      | —      | —      | —      | —      | —      |
| 2005 | Joe's XMASage - Vydáno: 21. prosinec 2005                                           | —      | —      | —      | —      | —      | —      |
| 2006 | Imaginary Diseases - Vydáno: 13. leden 2006                                         | —      | —      | —      | —      | —      | —      |
| 2006 | The Making Of Freak Out! Project/Object - Vydáno: 5. prosinec 2006                  | —      | —      | —      | —      | —      | —      |
| 2006 | Trance-Fusion - Vydáno: 24. říjen 2006                                              | —      | —      | —      | —      | —      | —      |
| 2007 | Buffalo - Vydáno: 1. duben 2007                                                     | —      | —      | —      | —      | —      | —      |
| 2007 | The Dub Room Special - Vydáno: 24. srpen 2007                                       | —      | —      | —      | —      | —      | —      |
| 2007 | Zappa Wazoo - Vydáno: 30. říjen 2007                                                | —      | —      | —      | —      | —      | —      |
| 2008 | One Shot Deal - Vydáno: 13. červen 2008                                             | —      | —      | —      | —      | —      | —      |
| 2008 | Joe's Menage - Vydáno: 1. říjen 2008                                                | —      | —      | —      | —      | —      | —      |
| 2009 | The Lumpy Money Project/Object - Vydáno: 23. leden 2009                             | —      | —      | —      | —      | —      | —      |
| 2009 | Philly '76 - Vydáno: 21. prosinec 2009                                              | —      | —      | —      | —      | —      | —      |
| 2010 | Greasy Love Songs - Vydáno: 19. duben 2010                                          | —      | —      | —      | —      | —      | —      |
| 2010 | Congress Shall Make No Law - Vydáno: 19. září 2010                                  | —      | —      | —      | —      | —      | —      |
| 2010 | Hammersmith Odeon - Vydáno: 16. listopad 2010                                       | —      | —      | —      | —      | —      | —      |
| 2011 | Feeding the Monkies At Ma Maison - Vydáno: 22. září 2011                            | —      | —      | —      | —      | —      | —      |

## Koncertní alba
| Rok  | Album                                       | Pozice | Pozice | Pozice | Pozice | Pozice | Pozice |
| Rok  | Album                                       | US     | UK     | NOR    | SWE    | CH     | AUT    |
| ---- | ------------------------------------------- | ------ | ------ | ------ | ------ | ------ | ------ |
| 1991 | Beat the Boots - Vydáno: červenec 1991      | —      | —      | —      | —      | —      | —      |
| 1992 | Beat the Boots II - Vydáno: červen 1992     | —      | —      | —      | —      | —      | —      |
| 2009 | Beat the Boots III - Vydáno: 25. leden 2009 | —      | —      | —      | —      | —      | —      |

## Kompilační alba
| Rok  | Album | Pozice | Pozice |
| Rok  | Album | US     | UK     |
| ---- | --- | ------ | ------ |
| 1969 | The **** of the Mothers - Vydáno: 13. říjen 1969 - Vydavatel: - Formát:                                      |        |        |
| 1970 | The Mothers of Invention - Vydáno: 20. červenec 1970 - Vydavatel: - Formát:                                  |        |        |
| 1971 | Worst of the Mothers - Vydáno: 15. březen 1971 - Vydavatel: - Formát:                                        |        |        |
| 1987 | The Guitar World According to Frank Zappa - Vydáno: červen 1987 - Vydavatel: - Formát:                       |        |        |
| 1995 | Strictly Commercial - Vydáno: 22. srpen 1995 - Vydavatel: - Formát:                                          | CH #12 | 45     |
| 1997 | Strictly Genteel - Vydáno: květen 1997 - Vydavatel: - Formát:                                                |        |        |
| 1998 | Cucamonga - Vydáno: 24. únor 1998 - Vydavatel: - Formát:                                                     |        |        |
| 1998 | Cheap Thrills - Vydáno: duben 1998 - Vydavatel: - Formát:                                                    |        |        |
| 1999 | Son of Cheep Thrills - Vydáno: duben 1999 - Vydavatel: - Formát:                                             |        |        |
| 2001 | The Secret Jewel Box: Archives Vol. 2. FZ Original Recordings - Vydáno: prosinec 2001 - Vydavatel: - Formát: |        |        |
| 2002 | Zappa Picks by Jon Fishman z Phish - Vydáno: říjen 2002 - Vydavatel: - Formát:                               |        |        |
| 2002 | Zappa Picks by Larry LaLonde z Primus - Vydáno: říjen 2002 - Vydavatel: - Formát:                            |        |        |
| 2006 | The Frank Zappa AAAFNRAA Birthday Bundle - Vydáno: 21. prosinec 2006 - Vydavatel: - Formát:                  |        |        |
| 2008 | The Frank Zappa AAAFNRAAA Birthday Bundle - Vydáno: 21. prosinec 2008 - Vydavatel: - Formát:                 |        |        |
| 2010 | The Frank Zappa AAAFNRAAAA Birthday Bundle - Vydáno: 21. prosinec 2010 - Vydavatel: - Formát:                |        |        |
| 2011 | The Frank Zappa AAAFNRAAAAAM Birthday Bundle 2011 - Vydáno: December 21, 2011 - Vydavatelství: - Formát:     |        |        |

## Singly
| Rok               | Skladba                                                                   | Pozice | Pozice    | Pozice | Pozice | Pozice | Pozice | Pozice | Album                                           |
| Rok               | Skladba                                                                   | U.S.   | U.S. Rock | GER    | CH     | AUT    | NOR    | SWE    | Album                                           |
| ----------------- | ------------------------------------------------------------------------- | ------ | --------- | ------ | ------ | ------ | ------ | ------ | ----------------------------------------------- |
| 1966              | "Trouble Every Day"                                                       | -      | -         | -      | -      | -      | -      | -      | Freak Out!                                      |
| 1966              | "Who Are the Brain Police?"                                               | -      | -         | -      | -      | -      | -      | -      | Freak Out!                                      |
| 1967              | "Big Leg Emma" b/w "Why Don't You Do Me Right?"                           | -      | -         | -      | -      | -      | -      | -      | non-album single                                |
| 1967              | "Lonely Little Girl (non-lp version)"                                     | -      | -         | -      | -      | -      | -      | -      | We're Only In It For The Money                  |
| 1969              | "My Guitar" (non-lp version) b/w "Dog Breath (non-lp version)"            | -      | -         | -      | -      | -      | -      | -      | non-album single                                |
| 1970              | "Peaches en Regalia"                                                      | -      | -         | -      | -      | -      | -      | -      | Hot Rats                                        |
| 1970              | "Tell Me You Love Me"                                                     | -      | -         | -      | -      | -      | -      | -      | Chunga's Revenge                                |
| 1971              | "Tears Began To Fall" (non-lp version) b/w "Junier Mintz Boogie (non-lp)" | -      | -         | -      | -      | -      | -      | -      | non-album single                                |
| 1973              | "I'm the Slime" (single mix w/diff. gtr solo)                             | -      | -         | -      | -      | -      | -      | -      | Over-nite Sensation                             |
| 1974              | "Don't Eat the Yellow Snow"                                               | 86     | -         | -      | -      | -      | -      | -      | Apostrophe                                      |
| 1976              | "Disco Boy"                                                               | -      | -         | -      | -      | -      | -      | -      | Zoot Allures                                    |
| 1979              | "Dancin' Fool"                                                            | 45     | -         | -      | -      | -      | -      | -      | Sheik Yerbouti                                  |
| 1979              | "Bobby Brown Goes Down"                                                   | -      | -         | 4      | 5      | 2      | 1      | 1      | Sheik Yerbouti                                  |
| 1979              | "Joe's Garage"                                                            | -      | -         | -      | -      | -      | 4      | 14     | Joe's Garage                                    |
| 1980              | "I Don't Wanna Get Drafted!" b/w "Ancient Armaments" (non-lp)             | -      | -         | 71     | -      | -      | -      | 3      | non-album single                                |
| 1982              | "Valley Girl"                                                             | 32     | 12        | -      | -      | -      | -      | -      | Ship Arriving Too Late to Save a Drowning Witch |
| 1984              | "In France"                                                               | -      | -         | -      | -      | -      | -      | -      | Them or Us                                      |
| 1988              | "Sexual Harassment in the Workplace"                                      | -      | -         | -      | -      | -      | -      | -      | Guitar                                          |
| 1988              | "Zomby Woof"                                                              | -      | -         | -      | -      | -      | -      | -      | You Can't Do That on Stage Anymore, Vol. 1      |
| 1991              | "Stairway to Heaven"                                                      | -      | -         | -      | 9      | -      | -      | -      | The Best Band You Never Heard In Your Life      |
| "—" neumístil se. |                                                                           |        |           |        |        |        |        |        |                                                 |